# Ivory Joe Hunter
Ivory Joe Hunter (Kirbyville, 10 oktober 1914 - Memphis, 8 november 1974) was een Amerikaanse singer-songwriter en pianist. Hij begon zijn loopbaan in de rhythm-and-blues en de blues, en bracht later ook pop- en countrymuziek. Hij haalde de hitlijsten met veel van zijn zelfgeschreven liedjes. Daarnaast scoorden minstens twintig andere artiesten, onder wie Elvis Presley, Pat Boone en B.B. King, hits met covers ervan.

## Biografie
Aanvankelijk bouwde Hunter in de rhythm-and-blues een naam op in Texas en de golfkust (zuidoosten). In 1933 werd in Texas voor het eerst een opname van zijn stem gemaakt. In Beaumont  had hij nog een eigen radioprogramma.
Buiten zijn eigen regio was hij vrijwel niet bekend, tot hij in de jaren veertig naar de Amerikaanse westkust vertrok. De naam die hij sinds zijn geboorte droeg, Ivory Joe, viel goed toen hij ten tijde van de Tweede Wereldoorlog blues en ballads bracht. In Californië richtte hij ook een eigen label op, Ivory Records, en later nog een tweede, Pacific.
Onder begeleiding van Johnny Moore's Three Blazers bracht hij zijn lied Blues at sunrise uit op een single. Dit leverde hem in 1945 een hit op in de landelijke R&B-hitlijst van Billboard. Vanaf 1948 behaalde hij meer hits in deze lijst, waaronder een nummer 1-notering met Pretty mama blues, I almost lost my mind en I need you so. Aan het begin van de jaren vijftig had hij eerst geen hits, maar vervolgens verschenen zijn liedjes opnieuw in de hitlijsten, waaronder Since I met you baby.
Daarnaast werd zijn muziek door tientallen artiesten gecoverd, onder wie Elvis Presley en B.B. King meermaals. In 1956 had Pat Boone een nummer 1-hit in de Billboard Hot 100 met het nummer I almost lost my mind. Andere liedjes van hem die hits werden voor anderen zijn bijvoorbeeld Since I met you baby en Empty arms.
Ondanks dat zijn R&B-achtergrond hem tegen zijn zin bleef achtervolgen, schreef hij ook nummers in andere muziekstijlen, zoals pop, ballads en spirituals.
Aan het eind van de jaren vijftig raakte hij in de ban van de countrymuziek. Na verloop van jaren had hij deze muziekstijl zo overtuigend weten te brengen dat er aan het eind van zijn leven een benefietconcert voor hem werd gehouden in de countryarena Grand Ole Opry.
In 1974 overleed Hunter op 60-jarige leeftijd aan longkanker.

## Hitsingles
De volgende singles van Hunter haalden de Hot 100 (pop) of de R&B-lijst van Billboard.
| Jaar | single                             | hitnotering | hitnotering |
| Jaar | single                             | Pop         | R&B         |
| ---- | ---------------------------------- | ----------- | ----------- |
| 1945 | Blues at sunrise                   | -           | 3           |
| 1948 | Pretty mama blues                  | -           | 1           |
| 1948 | Don't fall in love with me         | -           | 8           |
| 1948 | What did you do to me              | -           | 9           |
| 1948 | I like it                          | -           | 14          |
| 1949 | Waiting in vain                    | -           | 5           |
| 1949 | Blues at midnight                  | -           | 10          |
| 1949 | Guess who / Landlord blues         | -           | 2 6         |
| 1949 | Jealous heart                      | -           | 2           |
| 1950 | I almost lost my mind              | -           | 1           |
| 1950 | I quit my pretty mama              | -           | 4           |
| 1950 | S. P. blues                        | -           | 9           |
| 1950 | I need you so                      | -           | 1           |
| 1950 | It's a sin                         | -           | 10          |
| 1955 | It may sound silly                 | -           | 14          |
| 1956 | A tear fell                        | -           | 15          |
| 1956 | Since I met you baby               | 12          | 1           |
| 1957 | Empty arms / Love's a hurting game | 43 -        | 2 7         |
| 1958 | Yes I want you                     | 94          | 13          |
| 1959 | City lights                        | 92          | -           |

- Bibsys: 11038678
- Bibliothèque nationale de France: cb139457541 (data)
- Gemeinsame Normdatei: 13462713X
- International Standard Name Identifier: 0000 0000 5517 3129
- Library of Congress Control Number: n94079317
- Nationale Bibliotheek van Letland: 000079585
- MusicBrainz: ccf7253d-96b7-4cf3-9e11-ad916081a37b
- Nationale Bibliotheek van Tsjechië: mzk2014806804
- Nationale bibliotheek van Australië: 62155656
- Nationale Bibliotheek van Polen: a0000003742023
- Nationale en Universitaire bibliotheek Zagreb: 000672620
- Nederlandse Thesaurus van Auteursnamen: 098014889
- Trove: 1844657
- Virtual International Authority File: 37107189
- WorldCat: E39PBJbRf8YRhkBf74kCMMFVG3